# Percnon
Genre
Percnon est un genre de crabes de la famille des Plagusiidae.
Ce genre est parfois placé dans la famille des Percnidae.

## Liste des espèces
Selon World Register of Marine Species (23 janvier 2015) :
- Percnon abbreviatum (Dana, 1851) -- Pantropical
- Percnon affine (H. Milne Edwards, 1853) -- Pacifique central
- Percnon gibbesi (H. Milne Edwards, 1853) -- Atlantique, Méditerranée et Pacifique est.
- Percnon guinotae Crosnier, 1965 -- Indo-Pacifique tropical
- Percnon pascuensis Retamal, 2002 -- Île de Pâques
- Percnon planissimum (Herbst, 1804) -- Indo-Pacifique tropical
- Percnon sinense Chen, 1977 -- Papouasie

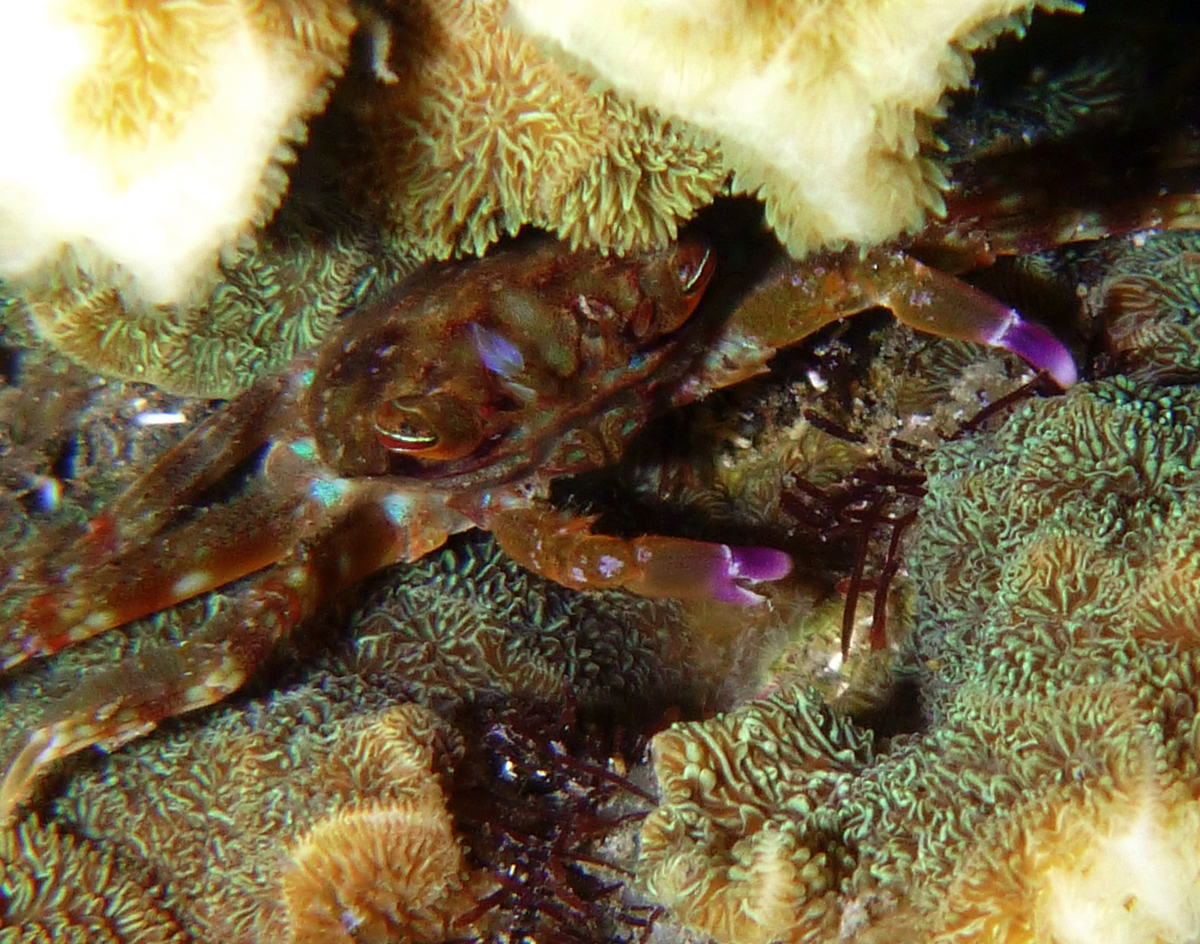
Percnon abbreviatum
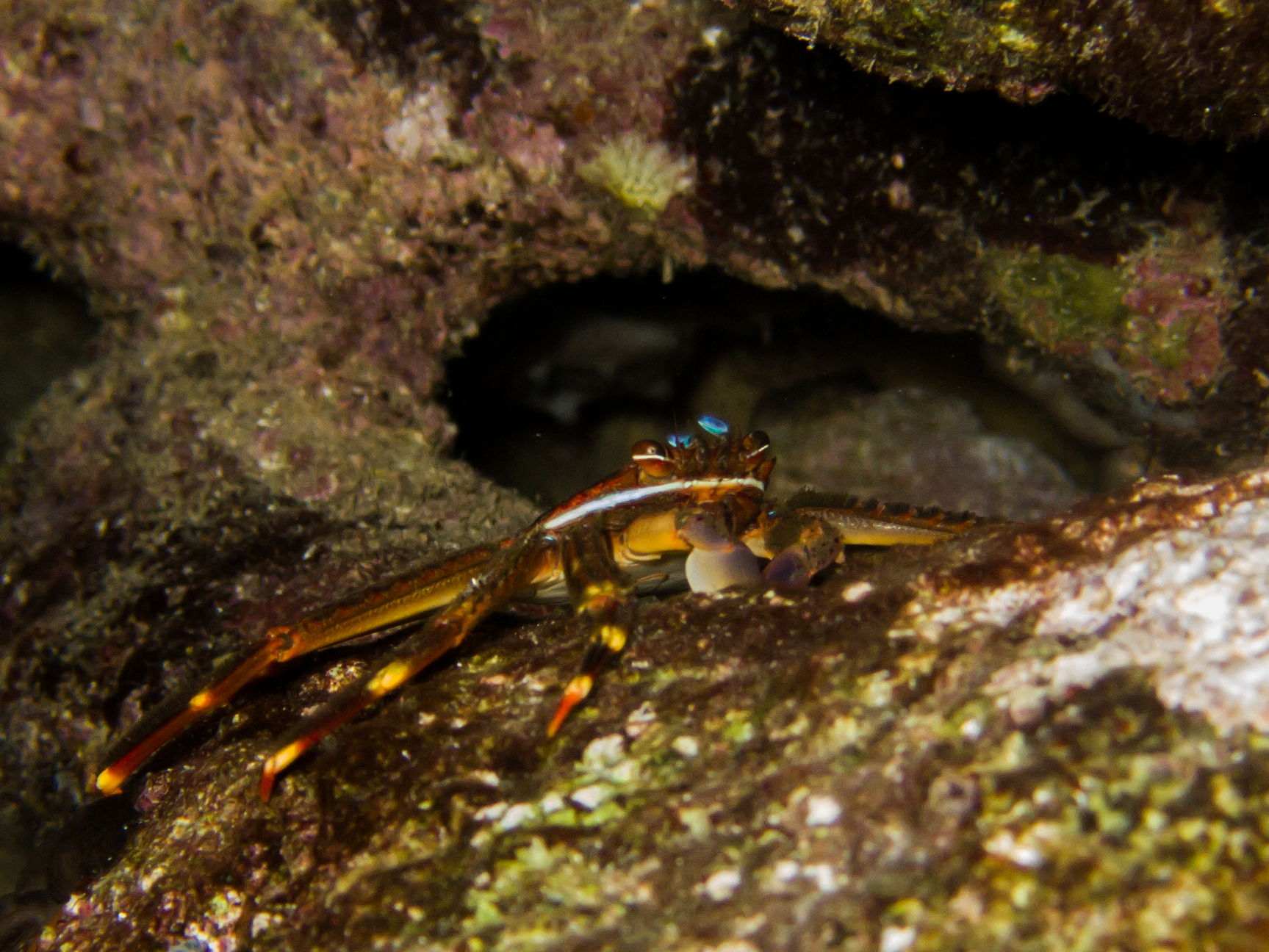
Percnon gibbesi
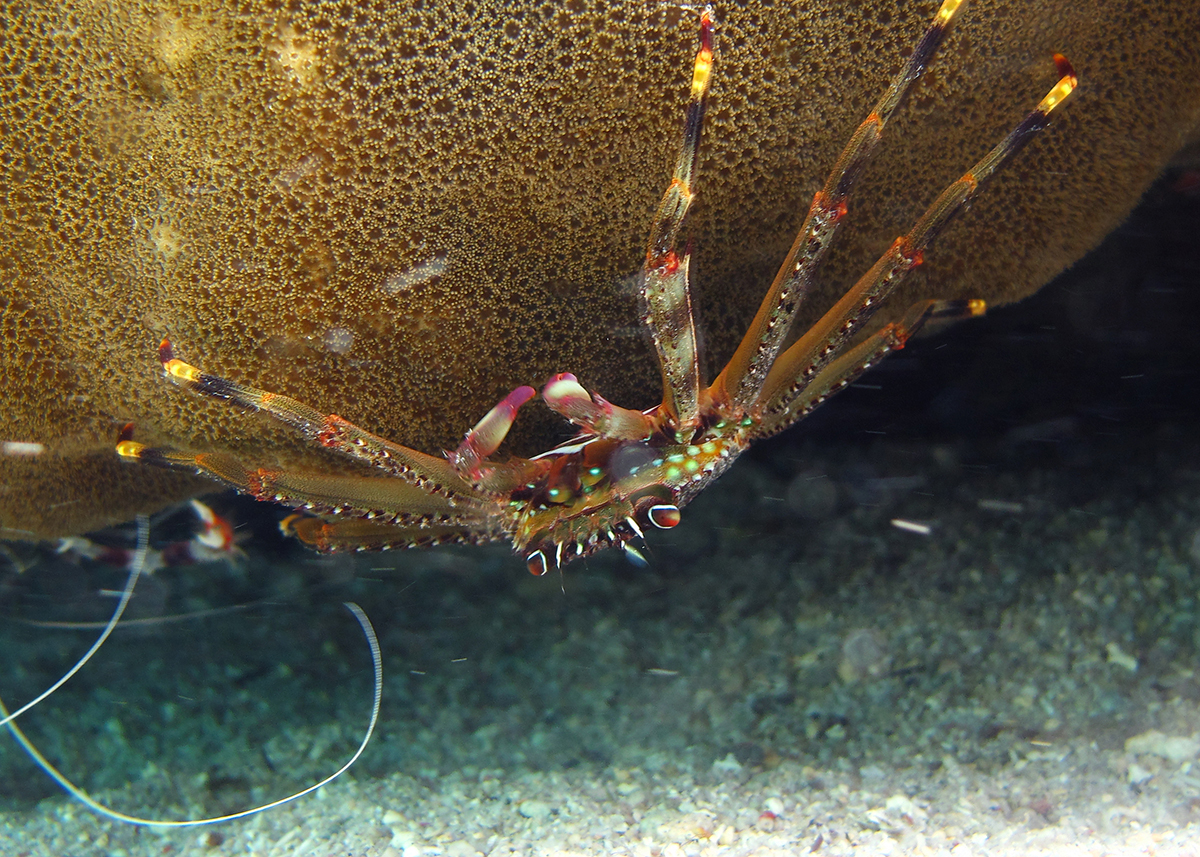
Percnon guinotae
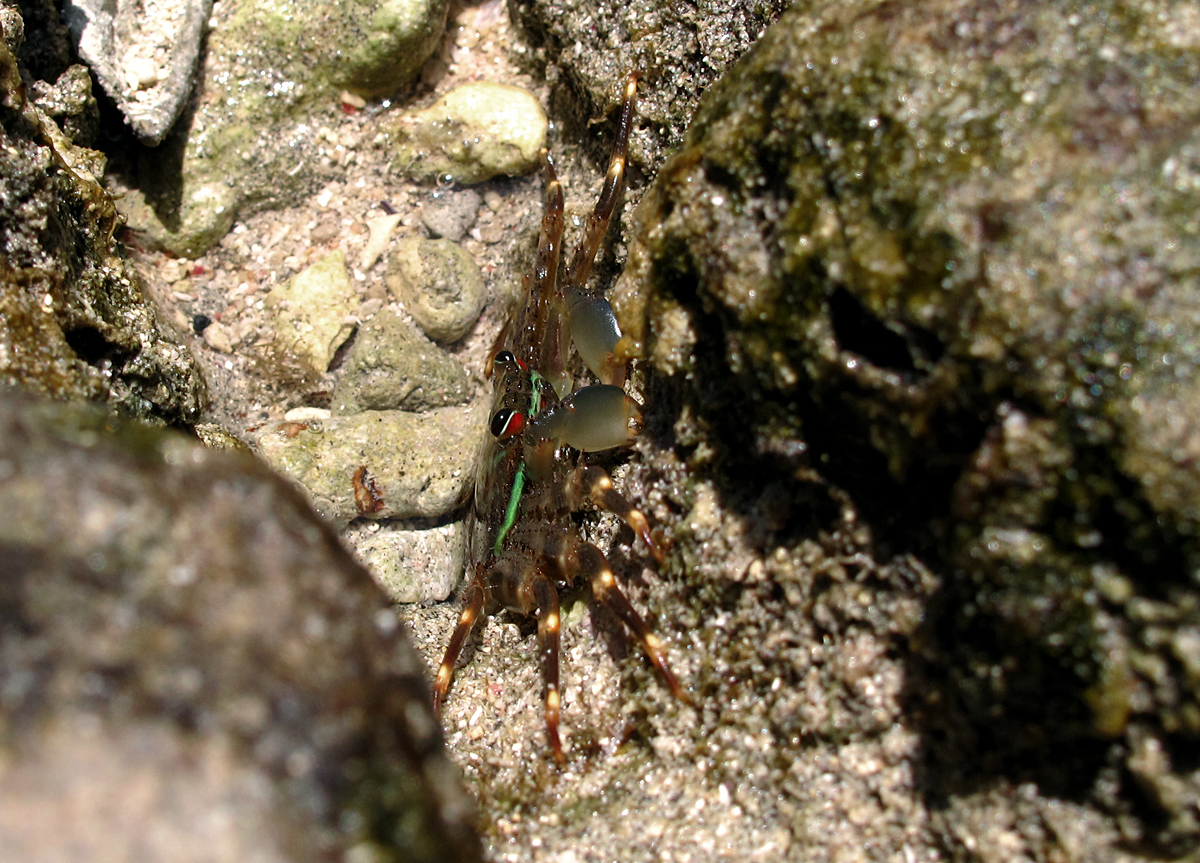
Percnon planissimum